# Whole World is Watching
Whole World is Watching – trzeci singel holenderskiego zespołu Within Temptation promujący ich szósty album studyjny zatytułowany Hydra (album Within Temptation). Został nagrany z amerykańskim wokalistą z grupy Soul Asylum – Dave'em Pirnerem, a dla polskiej edycji płyty, z Piotrem Roguckim z Comy. Dnia 7 lutego 2014 utwór z udziałem Within Temptation i Roguckiego został wykonany na żywo w radiowej Trójce i w Esce Rock.

Sharon den Adel, wokalistka Within Temptation o współpracy z Roguckim: 

Gdy napisaliśmy utwór "Whole World Is Watching" czuliśmy, że dobrze by w nim zabrzmiał fajny, mocny męski głos. Pełen energii, ale również emocji głos Piotra idealnie pasował do tego kawałka, dlatego jesteśmy niezmiernie zadowoleni z efektu.

## Notowania

### Wersja z Piotrem Roguckim
| Media                          | Lista przebojów           | Najwyższa pozycja |
| ------------------------------ | ------------------------- | ----------------- |
| Program Trzeci Polskiego Radia | LP3                       | 2                 |
| Polskie Radio Pomorza i Kujaw  | Lista Przebojów Radia PiK | 2                 |
| Radio Szczecin                 | SLiP                      | 1                 |
| Eska Rock                      | NRD                       | 1                 |
| RMF FM                         | POPLista                  | 1                 |

## Teledysk
28 stycznia 2014 opublikowano wideoklip w reżyserii Patrica Ullaeusa w dwóch wersjach – z Dave’em Pirnerem oraz z Piotrem Roguckim.